# ابن شاذان
ابوعلی بن شاذان معروف به ابن شاذان، در زمان حکومت چغری بیک داوود و پسر وی آلپ ارسلان «عمید» بلخ و شمال افغانستان بود. از وقایع عمده حکومت او بر بلخ، تصرف نهایی تِرمِذ، پایگاه مهم غزنویان در کنار رود جیحون بود. بعد از این واقعه، امیرک بیهقی، کوتوال غزنویان در ترمذ املاک و خانه خود را در بیهق به ابن شاذان واگذار کرد و خود به غزنه رفت. این واقعه در میانه دهه ۴۳۰–۴۴۰ هجری/ ۱۰۴۰–۱۰۵۰ باید اتفاق افتاده باشد. ترمذ و ناحیه علیای دره جیحون تا قبادیان و وخش به ابوعلی سپرده شد. یکی از سبب‌های عمده شهرت ابن‌شاذان این است که خواجه نظام‌الملک در جوانی زیردست او به دبیری اشتغال داشت و ابوعلی پیش از مرگ خویش نظام‌الملک را به آلپ‌ارسلان سپرد. ابوعلی ظاهراً هم دیوانی و هم دانشمند بود. ابن‌اثیر می‌گوید که او از ابولعباس محمد بن احمد نقاش (متوفی ۳۷۹/ ۹۸۹ میلادی) کلام آموخت و ابولمعالی ثابت ابن بُندار بقال (متوفی ۴۹۸ هجری/ ۱۱۰۴–۱۱۰۵ میلادی) و ابوعلی محمد بن سعد کاتب (متوفی ۵۱۱ هجری/ ۱۱۱۷–۱۱۱۸ میلادی) شاگردان وی بودند. تاریخ دقیق درگذشت ابن شاذان معلوم نیست، ولی باید در اوایل دهه ۴۵۰ هجری/ ۱۰۶۰ میلادی اتفاق افتاده باشد.